# Runcu (gmina w okręgu Vâlcea)
Runcu – gmina w Rumunii, w okręgu Vâlcea. Obejmuje miejscowości Căligi, Gropeni, Runcu, Snamăna, Surpați, Valea Babei i Vărateci. W 2011 roku liczyła 980 mieszkańców.